# Кикиморино
Кикиморино — упразднённая в 2025 году деревня в Антроповском районе Костромской области России. Входила в состав Котельниковского сельского поселения. 

## География
Урочище находится в центральной части Костромской области, в подзоне южной тайги, на берегу реки Яхренка, на расстоянии приблизительно 40 километров (по прямой) юго-западу  от посёлка Антропово, административного центра района. 

### Климат
Климат характеризуется как умеренно континентальный, с продолжительной холодной многоснежной зимой и коротким сравнительно тёплым летом. Среднегодовая температура воздуха — 2,5 °C. Средняя температура воздуха самого холодного месяца (января) — −12,6 °C (абсолютный минимум — −38 °C); самого тёплого месяца (июля) — 18,2 °C (абсолютный максимум — 36 °С). Годовое количество атмосферных осадков — 500—550 мм, из которых большая часть выпадает в тёплый период.

## История
В XIX веке деревня Кикиморино принадлежала генералу Жигмонту С. О. (1812—1886), участнику Крымской войны.
Исключена из учётных данных в 2025 году.

## Население
| 2008 | 2010 | 2014 |
| ---- | ---- | ---- |
| 0    | →0   | →0   |